# Lady Leste
Lady Leste (estilizado em caixa alta) é o segundo álbum de estúdio do cantor e drag queen brasileiro Gloria Groove, lançado em 10 de fevereiro de 2022, através do selo SB Music e da gravadora Sony. O álbum contém colaborações com Sorriso Maroto, Marina Sena, Tasha & Tracie, MC Hariel, MC Tchelinho e Priscilla Alcantara, com produção incluindo Pablo Bispo e Ruxell. É principalmente um álbum de hip hop, trap e funk paulista com elementos R&B e pop.
Quatro singles foram lançados para promover o álbum: "Bonekinha", "A Queda", "Leilão" e "Vermelho".
Em 6 de agosto de 2023, Gloria anunciou, por meio de suas redes sociais, uma versão ao vivo de seu álbum com lançamento previsto para o dia 10 de mesmo mês. Também foi anunciado que ela publicaria, em suas redes sociais, dois episódios da minissérie documental Eu Sou Lady Leste que vai abordar o conceito, a evolução e os bastidores de seu disco.

## Produção
Gloria Groove divulgou a capa em 9 de fevereiro de 2022, um dia antes do lançamento do álbum.
Groove posa em cima de um luxuoso carro em um posto de gasolina. A placa do carro é "GG2022", fazendo referência as iniciais da intérprete e o ano de lançamento do álbum e no letreiro do posto o nome Lady Leste. A sessão de fotos aconteceu em um posto de combustível próximo a Avenida Marginal Tietê em São Paulo.

## Divulgação

### Singles
- "Bonekinha" foi lançada como primeiro single do álbum em 17 de junho de 2021.
- "A Queda" foi lançada como segundo single do álbum em 14 de outubro de 2021 e recebeu certificação de diamente no Brasil pela Pro-Música Brasil e ouro em Portugal pela Associação Fonográfica Portuguesa.[10][11]
- "Leilão" foi lançada como terceiro single do álbum em 25 de novembro de 2021; recebeu certificação de ouro em Portugal[11] e diamante no Brasil.[10]
- "Vermelho" foi lançada como quarto single do álbum em 10 de fevereiro de 2022;  recebeu certificação de ouro em Portugal[11] e de platina no Brasil pela Pro-Música Brasil.[10]
- Em 30 de dezembro de 2022, a canção, "Sobrevivi", com participação de Priscilla Alcantara, ganhou um videoclipe oficial, com imagens de performance, estúdio e bastidores da canção.[12]

### Apresentações ao vivo
A primeira vez que Gloria Groove interpretou o primeiro single do álbum, "Bonekinha", foi em 28 de junho de 2021 no programa TVZ do Multishow. Em 27 de julho, Groove apresentou "Bonekinha" na oitava temporada do Música Boa Ao Vivo, também do Multishow. Em 28 de agosto, Groove apresentou "Bonekinha" no Programa Raul Gil. Em 21 de outubro, Groove apresentou "Bonekinha" e pela primeira o segundo single, "A Queda" no Encontro com Fátima Bernardes.
Em 1 de janeiro de 2022, Groove interpretou "Bonekinha" e "A Queda" no Altas Horas. Groove cantou "Leilão" e "Vermelho" pela primeira vez em 13 de fevereiro de 2022 no Domingão com Huck. Em 25 de fevereiro, Groove apresentou a canção no Encontro. Em 4 de março, Groove apresentou "Bonekinha", "A Queda", "Leilão" e "Vermelho" na vigésima segunda temporada do Big Brother Brasil.

## Recepção crítica
| Críticas profissionais | Críticas profissionais |
| Avaliações da crítica  | Avaliações da crítica  |
| Fonte                  | Avaliação              |
| ---------------------- | ---------------------- |
| Nação da Música        | 4.5 de 5 estrelas.     |
| Tracklist              | 8.5 / 10               |
| RocknBold              | 4 de 5 estrelas.       |
| G1                     | 5 de 5 estrelas.       |
| escutai                | 9.7/10                 |
| ComUM                  | 10/10                  |

Lady Leste foi amplamente aclamado pela crítica especializada, sendo descrito como um dos álbuns mais importantes da música pop brasileira contemporânea. O projeto foi elogiado por sua versatilidade sonora, narrativa conceitual e pela consolidação de Gloria Groove como uma figura de destaque no mainstream nacional.
Mauro Ferreira, do portal G1, classificou o álbum como um “clássico instantâneo do pop brasileiro”, elogiando a produção requintada e a construção estética que equilibra identidade visual, performance vocal e diversidade de gêneros. O portal escutai descreveu Lady Leste como um retrato multifacetado da trajetória de Gloria Groove, que transita com fluidez entre gêneros como funk, R&B, trap, pop e pagode, explorando temáticas pessoais e sociais com maturidade e potência vocal.
A revista universitária ComUM, da Universidade do Minho, destacou a dualidade presente no conceito do álbum — entre o lado “lady” e o lado “leste” — e apontou a capacidade da artista de refletir suas múltiplas identidades por meio de uma sonoridade que mescla sensualidade, vulnerabilidade e agressividade. Para o site RocknBold, Lady Leste representa o “triunfo pop” da cantora, com uma sonoridade que vai do funk ao arrocha e ao rap, sendo descrito como um álbum coeso e visualmente impactante, que reafirma a força da artista enquanto símbolo da diversidade cultural brasileira. Pedro Paulo Furlan, do portal Nação da Música, classificou o álbum com 4,5 de 5 estrelas, afirmando que é “um manifesto à versatilidade da artista”. Destacou suas produções mais complexas até então, o uso de diversos gêneros musicais e sua voz polida e potente, evidenciando a evolução contínua de Groove.
Felipe Ernani, do portal Tenho Mais Discos Que Amigos, afirmou que o álbum é “um passo arriscado e certeiro” na carreira de Gloria Groove, elogiando a ambição artística, a execução técnica e a maneira como a cantora reafirma sua identidade através das canções. O site Tracklist destacou a originalidade do projeto e sua importância para o cenário pop brasileiro, ressaltando o uso do recurso "Album Clips" no Spotify — inédito para um artista nacional à época — e descrevendo o disco como um “experimento pop coeso e marcante”.

### Prêmios e indicações
| Ano  | Prêmio                                | Categoria    | Resultado | Ref.   |
| ---- | ------------------------------------- | ------------ | --------- | ------ |
| 2022 | MTV Millennial Awards Brasil          | Álbum do Ano | Indicado  | [ 30 ] |
| 2022 | Prêmio Multishow de Música Brasileira | Álbum do Ano | Indicado  | [ 31 ] |

## Lista de faixas
| Lady Leste — Edição padrão |                                      |                                           |                       |         |  |
| N.º                        | Título                               | Compositor(es)                            | Produtor(es)          | Duração |  |
| 1.                         | "SFM" (com MC Hariel)                | Daniel Garcia Hariel Pablo Bispo Ruxell   | Bispo Ruxell          | 2:29    |  |
| 2.                         | "Bonekinha"                          | Garcia Bispo Ruxell                       | Bispo Ruxell          | 2:48    |  |
| 3.                         | "Vermelho"                           | Garcia Daniel Pellegrine Bispo Ruxell     | Bispo Ruxell          | 2:32    |  |
| 4.                         | "Fogo no Barraco" (com MC Tchelinho) | Blue Garcia Tchelinho Bispo Ruxell        | Bispo Ruxell          | 2:25    |  |
| 5.                         | "Tua Indecisão" (com Sorriso Maroto) | Castilhol Garcia Lukinhas Bispo Ruxell    | Bispo Ruxell          | 3:50    |  |
| 6.                         | "Apenas um Neném" (com Marina Sena)  | Garcia Lukinhas Bispo Ruxell              | Bispo Ruxell          | 3:10    |  |
| 7.                         | "Jogo Perigoso"                      | Garcia Bispo Ruxell Sergio Santos         | Bispo Ruxell          | 2:45    |  |
| 8.                         | "Greta"                              | Garcia Bispo Ruxell                       | Bispo Ruxell          | 2:32    |  |
| 9.                         | "Pisando Fofo" (com Tasha & Tracie)  | Garcia Lukinhas Tasha Tracie Bispo Ruxell | Bispo Ruxell Lukinhas | 4:14    |  |
| 10.                        | "Leilão"                             | Garcia Bispo Ruxell                       | Bispo Ruxell          | 3:08    |  |
| 11.                        | "LSD"                                | Garcia Bispo Ruxell                       | Bispo Ruxell          | 2:56    |  |
| 12.                        | "A Queda"                            | Garcia Lukinhas Bispo Ruxell              | Bispo Ruxell          | 2:53    |  |
| 13.                        | "Sobrevivi" (com Priscilla)          | Garcia Gondim Bispo Priscilla Ruxell      | Bispo Ruxell          | 3:18    |  |
| Duração total:             | Duração total:                       | Duração total:                            | Duração total:        | 39:05   |  |

### Desempenho comercial
O álbum foi um sucesso comercial alcançando a posição #1 no Top Albums Debut Global do Spotify sendo a melhor estreia desde Doce 22 (2021), da cantora Luísa Sonza na plataforma. Todas as faixas também alcançaram o Top 40 no Deezer.

## Certificações e vendas
| Região                                                                                             | Certificação | Vendas   |
| -------------------------------------------------------------------------------------------------- | ------------ | -------- |
| Brasil (Pro-Música Brasil)                                                                         | 3× Platina   | 240.000* |
| *números de vendas baseados somente na certificação ^distribuições baseadas apenas na certificação |              |          |

## Turnê

#### Repertório
1. "Bonekinha"
2. "Arrasta"
3. "Jogo Perigoso"
4. "Fogo no Barraco"
5. "Bumbum de Ouro"
6. "Apenas um Neném"
7. "Modo Avião" / "A Tua Voz" / "700 por Hora" / "Radar"
8. "Provocar"
9. "Greta"
10. "Pisando Fofo"
11. "[[Leilão (canção de

Gloria Groove)|Leilão]]"
1. "LSD"
2. "A Queda"
3. "SFM"
4. "Vermelho"
5. "Coisa Boa"

Encore:
1. "Sobrevivi"
2. "Vermelho"

1. "A Queda"
2. "Leilão"
3. "Caminhada"
4. "Máscara"
5. "Coisa Boa"
6. "Greta"
7. "Sobrevivi"
8. "Exagerado"
9. "LSD"
10. "Suplicar" (vídeo interlúdio)
11. "Apaga a Luz"
12. "Samba in Paris"
13. "A Tua Voz"
14. "Gloriosa" (interlúdio da banda)
15. "Bonekinha"
16. "SFM"
17. "Apenas Um Neném"
18. "Fogo no Barraco"
19. "Bumbum de Ouro"
20. "Yoyo"
21. "Pisando Fofo"
22. "Radar"
23. "Malandragem"
24. "Vermelho"

Datas
| Datas                  | Datas                 | Datas            | Datas                                           |
| Data                   | Cidade                | País             | Local                                           |
| Turnê Lady Leste       | Turnê Lady Leste      | Turnê Lady Leste | Turnê Lady Leste                                |
| América do Sul         | América do Sul        | América do Sul   | América do Sul                                  |
| ---------------------- | --------------------- | ---------------- | ----------------------------------------------- |
| 27 de março de 2022    | São Paulo             | Brasil           | Autódromo de Interlagos                         |
| 2 de abril de 2022     | São Paulo             | Brasil           | Vale do Anhangabaú                              |
| 8 de abril de 2022     | Curitiba              | Brasil           | Piazza Arado                                    |
| 9 de abril de 2022     | Belo Horizonte        | Brasil           | Esplanada do Mineirão                           |
| 10 de abril de 2022    | Barueri               | Brasil           | Arena Super Festas                              |
| 14 de abril de 2022    | Santos                | Brasil           | Arcos do Valongo                                |
| 15 de abril de 2022    | Goiânia               | Brasil           | Centro Cultural Oscar Niemeyer                  |
| 20 de abril de 2022    | Porto Alegre          | Brasil           | Pepsi on Stage                                  |
| 23 de abril de 2022    | Rio de Janeiro        | Brasil           | Fundição Progresso                              |
| 29 de abril de 2022    | São Paulo             | Brasil           | Quadra da Rosas de Ouro                         |
| 30 de abril de 2022    | Rio de Janeiro        | Brasil           | Sambódromo da Marquês de Sapucaí                |
| 14 de maio de 2022     | Fortaleza             | Brasil           | Centro de Eventos do Ceará                      |
| 15 de maio de 2022     | Olinda                | Brasil           | Classic Hall                                    |
| 21 de maio de 2022     | Uberaba               | Brasil           | CDL Hall                                        |
| 28 de maio de 2022     | São Paulo             | Brasil           | Praça Brasil                                    |
| 3 de junho de 2022     | Brasília              | Brasil           | Estádio Nacional Mané Garrincha                 |
| 4 de junho de 2022     | Volta Redonda         | Brasil           | Aero Clube                                      |
| 16 de junho de 2022    | São Carlos            | Brasil           | Arena TUSCA                                     |
| 17 de junho de 2022    | São Paulo             | Brasil           | Arena Anhembi                                   |
| 18 de junho de 2022    | Aparecida de Goiânia  | Brasil           | Espaço Goiás                                    |
| 19 de junho de 2022    | São Paulo             | Brasil           | Avenida Paulista                                |
| 28 de junho de 2022    | São Luís              | Brasil           | Multicenter Sebrae                              |
| Europa                 |                       |                  |                                                 |
| 2 de julho de 2022     | Lisboa                | Portugal         | Coliseu dos Recreios                            |
| 3 de julho de 2022     | Londres               | Inglaterra       | Electric Brixton                                |
| 6 de julho de 2022     | Barcelona             | Espanha          | Sala Apolo                                      |
| 7 de julho de 2022     | Dublin                | Irlanda          | The National Stadium                            |
| 9 de julho de 2022     | Genebra               | Suíça            | Uptown Geneva                                   |
| 10 de julho de 2022    | Paris                 | França           | Cabaret Sauvage                                 |
| América do Sul         |                       |                  |                                                 |
| 23 de julho de 2022    | Suzano                | Brasil           | Parque Max Feffer                               |
| 30 de julho de 2022    | Divinópolis           | Brasil           | Espaço Cultural Da'vinci                        |
| 31 de julho de 2022    | Brasília              | Brasil           | Setor de Clubes Esportivos Sul                  |
| 6 de agosto de 2022    | Macapá                | Brasil           | Estacionamento Amapá Garden Shopping            |
| 7 de agosto de 2022    | Belém                 | Brasil           | Espaço Náutico Marine Club                      |
| 13 de agosto de 2022   | Curitiba              | Brasil           | Expo Unimed Curitiba                            |
| 20 de agosto de 2022   | Juiz de Fora          | Brasil           | Terrazzo Centro de Eventos                      |
| 27 de agosto de 2022   | Belo Horizonte        | Brasil           | Esplanada do Mineirão                           |
| Turnê Lady Leste 2.0   |                       |                  |                                                 |
| 8 de setembro de 2022  | Rio de Janeiro        | Brasil           | Parque Olímpico da Barra                        |
| 16 de setembro de 2022 | São Paulo             | Brasil           | Espaço Unimed                                   |
| 17 de setembro de 2022 | Manaus                | Brasil           | Podium da Arena da Amazônia                     |
| 23 de setembro de 2022 | Natal                 | Brasil           | Praça de Eventos da Arena das Dunas             |
| 1º de outubro de 2022  | São José do Rio Preto | Brasil           | Espaço Viva                                     |
| 14 de outubro de 2022  | Florianópolis         | Brasil           | Stage Music Park                                |
| 15 de outubro de 2022  | Ribeirão Preto        | Brasil           | Quinta Linda Centro de Eventos                  |
| 22 de outubro de 2022  | São Paulo             | Brasil           | Quadra da Rosas de Ouro                         |
| 28 de outubro de 2022  | São José dos Campos   | Brasil           | Palácio Sunset                                  |
| 29 de outubro de 2022  | Vitória               | Brasil           | Clube Álvares Cabral                            |
| 6 de novembro de 2022  | Salvador              | Brasil           | Wet Salvador                                    |
| 24 de novembro de 2022 | Rio de Janeiro        | Brasil           | Jockey Club Brasileiro                          |
| 26 de novembro de 2022 | Olinda                | Brasil           | Área Externa Centro de Convenções de Pernambuco |
| 30 de dezembro de 2022 | Natal                 | Brasil           | Aram Imirá Plaza Hotel                          |
| 27 de janeiro de 2023  | Rio de Janeiro        | Brasil           | Marina da Glória                                |

## Histórico de lançamento
| Região | Data                    | Formato(s)                 | Edição | Gravadora(s)                    | Ref.   |
| ------ | ----------------------- | -------------------------- | ------ | ------------------------------- | ------ |
| Várias | 10 de fevereiro de 2022 | Download digital streaming | Padrão | SB Music The Orchard Sony Music | [ 35 ] |